# Blanche Bernis
Pour les articles homonymes, voir Bernis.
Blanche Lucienne Delavaut dite Blanche Bernis, née le 29 juin 1900 dans le 11e arrondissement de Paris et morte le 19 février 1975 à Tonnerre (Yonne), est une actrice française.

## Biographie
En dehors des rôles qu'elle a interprété au théâtre et au cinéma entre 1919 et 1938, on sait peu de choses sur Blanche Bernis. 
Fille d'un marchand de meubles de l'avenue Parmentier, Blanche Delavaut adopte le nom de scène de Blanche Bernis en 1919, année où la presse de province signale ses premières apparitions sur scènes et où elle échoue à l'examen d'entrée au Conservatoire de Paris. On la retrouve sur les écrans de cinéma à partir de 1928, pour une douzaine de films où elle n'obtient que des rôles secondaires. Avec l'apparition du parlant, elle devient également actrice de doublage.
Après de nombreux mois d'inactivité tant au théâtre qu'au cinéma, elle s'inscrit en juin 1934 au chômage en tant qu'artiste sans ressources afin d'obtenir un secours.
On ignore ce qu'elle est devenue après avoir interprété un dernier rôle au cinéma dans Gosse de riche, un film de Maurice de Canonge sorti en octobre 1938. Elle avait alors 38 ans.

## Carrière au théâtre
- 1919 : L'Ami Fritz, comédie en 3 actes d'Émile Erckmann et Alexandre Chatrian, au Grand Casino d'Arcachon (24 août)[6]
- 1922 : Péché de jeunesse, comédie en 3 actes de Marcel Gerbidon, au théâtre municipal de Saintes (9 octobre), au théâtre municipal de Limoges (12 octobre), au théâtre Apollo de Bordeaux (18 octobre), au Palais d'Hiver de Pau (24 octobre)[7] puis au théâtre Caton de Tarbes (25 octobre)
- 1923 : La Dame aux camélias, drame en 5 actes d'Alexandre Dumas fils, à l'Opéra municipal de Nîmes (26 janvier), au grand théâtre municipal de Nancy (12 février), au théâtre municipal de Lille (21 février) puis au théâtre municipal de Besançon (8-9 avril) : Olympe
- 1935 : Berlioz, pièce en 4 actes et 15 tableaux de Charles Méré, sur Radio-Paris (18 février) : Nancy
- 1935 : Paul et Virginie, pièce en 4 actes de Lucien Népoty et Edmond Guiraud d'après le roman de Bernardin de Saint-Pierre, sur Radio-Paris (3 mars) : une jeune fille
- 1935 : Nina, comédie en 3 actes de Bruno Frank, adaptation française de Renée Cave, à la Comédie des Champs-Élysées (29 septembre) : une ouvreuse[8]
- 1935 : L'Inconnue d'Arras, pièce en 3 actes d'Armand Salacrou, mise en scène de Lugné-Poe, musique de scène de Marcel Delannoy, à la Comédie des Champs-Élysées (22 novembre 1935 - 9 février 1936)[9].

## Carrière au cinéma
Filmographie
- 1928 : Moulin rouge d'Ewald André Dupont : l'habilleuse
- 1928 : Yvette d'Alberto Cavalcanti : Dolorès
- 1928 : Le Tournoi dans la cité / Le Tournoi de Jean Renoir : Catherine de Médicis[10],[11]
- 1928 : En rade d'Alberto Cavalcanti
- 1928 : Rien que les heures d'Alberto Cavalcanti
- 1928 : La Menace de Jean Bertin : la caissière[12]
- 1929 : L'Arpète d'Émile-Bernard Donatien : Elvire, la directrice de la maison de couture Pommier[13]
- 1931 : Le Train des suicidés d'Edmond T. Gréville : Mrs Crackett
- 1934 : Judex 34 de Maurice Champreux : Diana Monti[14]
- 1937 : Gigolette d’Yvan Noé
- 1938 : Gosse de riche de Maurice de Canonge : Madame Lurvin.

Voxographie
- 1932 : Maman / Over the Hill, film américain de Henry King (rôle non précisé)[15]
- 1933 : Cabaret de nuit / Night World, film américain de Hobart Henley, postsynchronisation française réalisée par André Rigaud : Halsy[16]
- 1933 : Mon copain le roi / My Pal, the King, film américain de Kurt Neumann, postsynchronisation française réalisée par André Rigaud[17]